# Nomia nilssoni
Nomia nilssoni är en biart som först beskrevs av Gregory B. Pauly 1991.  Nomia nilssoni ingår i släktet Nomia och familjen vägbin. Inga underarter finns listade i Catalogue of Life.